# Krisztyina Viktorovna Kozsokar
Krisztyina Viktorovna Kozsokar (cirill betűkkel: Кристина Викторовна Кожокарь, Togliatti, 1994. február 28. –) világbajnoki bronzérmes orosz kézilabdázó, a Rosztov-Don játékosa.

## Pályafutása

### Klubcsapatokban
Pályafutását a Zvezda Zvenyigorodban kezdte, amellyel 2014-ben Orosz Kupát nyert és bejutott a Kupagyőztesek Európa-kupája döntőjébe. 2015 nyarán szerződött az Asztrahanocska csapatához, 2016-ban pedig bajnoki címet nyert az együttes játékosaként. 2018 októberében a Rosztov-Don játékosa lett, 2019-ben és 2020-ban pedig újabb bajnoki címet ünnepelhetett.

### A válogatottban
A 2012-es U18-as világbajnokságon bronzérmes, a 2014-es U20-as világbajnokságon pedig ezüstérmes volt az orosz korosztályos válogatottal. Az orosz felnőtt válogatottal részt vett a 2016-os Európa-bajnokságon és a 2019-es világbajnokságon. Utóbbi tornán bronzérmet nyert a csapattal.

## Sikerei, díjai
Zvezda Zvenyigorod
- Orosz Kupa-győztes: 2014
- Kupagyőztesek Európa-kupája-döntős: 2014

Asztrahanocska
- Orosz bajnok: 2016

Rosztov-Don
- Orosz bajnok: 2019, 2020